# Rusalka (mitologie)

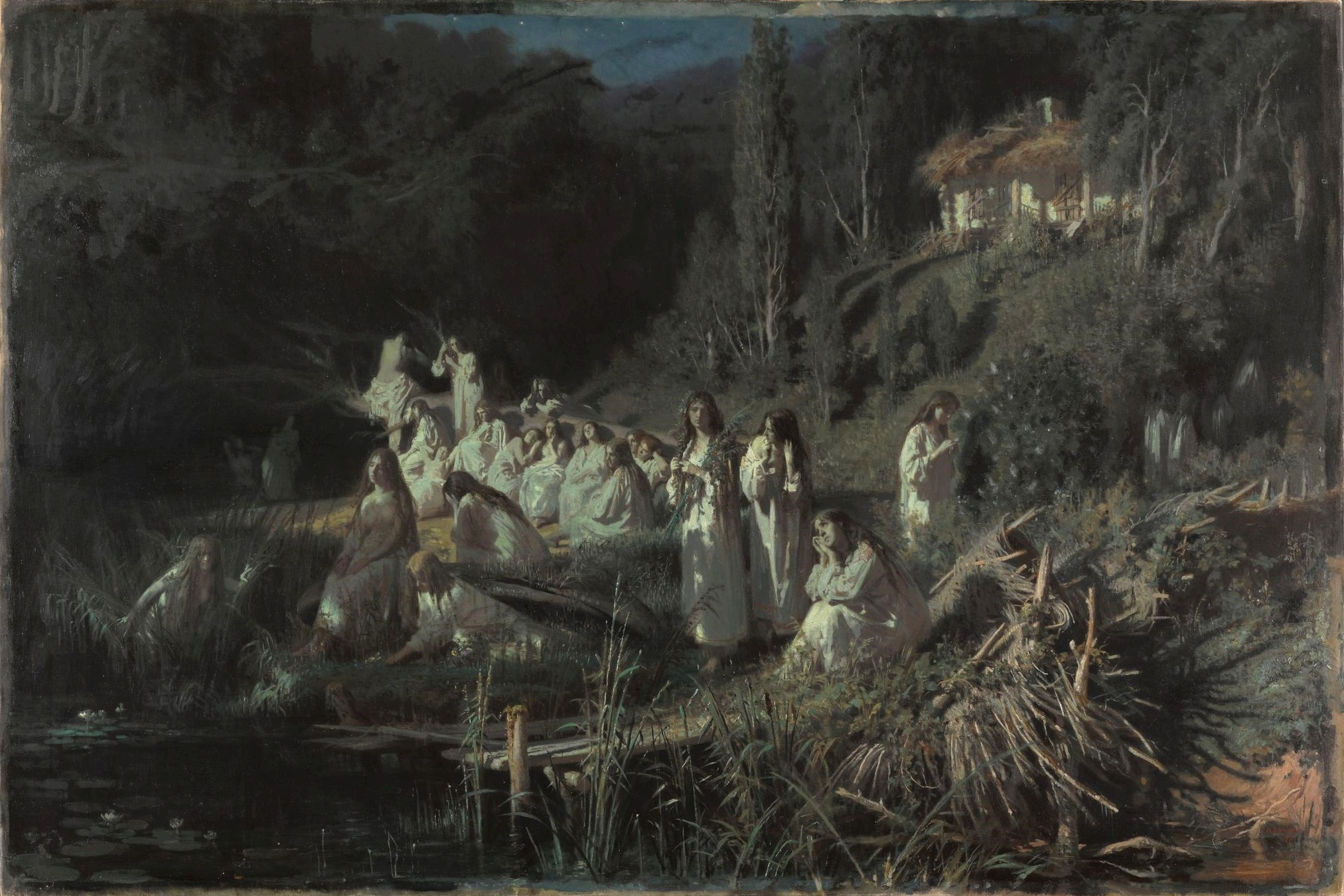
Ivan Kramskoi, Русалки (Rusalce), 1871

În folclorul slav, termenul rusalka (plural în (română rusalce) (în rusă руса́лка; în poloneză rusałka) se referă la o ființă de sex feminin, de multe ori rău-intenționată față de oameni și asociată frecvent cu domeniul acvatic. Folcloriștii au propus o varietate de teorii despre originea acestui termen, inclusiv faptul că acestea se trag din păgânismul slav, unde ar fi fost considerate ca spirite binevoitoare. Rusalcele apar astăzi atât în mass-media, cât și în cultura populară modernă, mai ales în țările vorbitoare de limbi slavice, în mare parte datorită asemănării acestora cu sirenele.